# She's Kinda Hot
"She's Kinda Hot" é uma canção da banda australiana de pop rock 5 Seconds of Summer, contida em seu segundo álbum de estúdio, Sounds Good Feels Good (2015). A canção é o primeiro single do álbum. A canção de pop punk e pop rock foi co-escrita pelos membros da banda Ashton Irwin e Michael Clifford, juntamente com Benji e Joel Madden e produzida por John Feldmann. A canção foi lançada mundialmente dia 17 de julho de 2015. Depois do lançamento do single, eles lançaram um EP no dia 28 de agosto de 2015, com faixas bônus e edições físicas (CD e vinil) em certos países.

## Antecedentes
O baixista Calum Hood afirmou em uma entrevista na rádio com Angus O'Loughiln: "O título é realmente enganador, porque a canção é sobre as pessoas não se importarem com o que os outros pensam, é uma revolução proscritos. Tem um significado muito profundo." Mas, devido à sua popularidade seus fãs não podem ser considerados como proscritos, já que existem milhões deles. O guitarrista principal, Michael Clifford diz que "a canção muito pesada, mais pesada que nossas canções antigas. Nós ficamos em choque mas feliz com as avaliações."

## Lista de Faixas
| EP digital |                                        |                                                                      |         |  |
| N.º        | Título                                 | Compositor(es)                                                       | Duração |  |
| 1.         | "She's Kinda Hot" (versão alternativa) | Michael Clifford Ashton Irwin Benji Madden Joel Madden John Feldmann | 3:35    |  |
| 2.         | "Broken Pieces"                        | Clifford Calum Hood Deryck Whibley Michael Green                     | 3:29    |  |
| 3.         | "Over and Out"                         | Clifford Hood Whibley Green Alex Gaskarth                            | 2:58    |  |
| 4.         | "Lost in Reality"                      | Clifford Hood Whibley Green                                          | 3:30    |  |

| EP digital das lojas Amazon |                                        |                                             |         |  |
| N.º                         | Título                                 | Compositor(es)                              | Duração |  |
| 1.                          | "She's Kinda Hot" (versão alternativa) | Clifford Irwin B. Madden J. Madden Feldmann | 3:35    |  |
| 2.                          | "The Girl Who Cried Wolf"              | Luke Hemmings Clifford Hood Irwin Feldmann  | 4:18    |  |
| 3.                          | "Safety Pin"                           | Hemmings Feldmann Emily Warren              | 3:27    |  |
| 4.                          | "Broken Pieces"                        | Clifford Hood Whibley Green                 | 3:29    |  |

| Digital download – single |                   |         |  |
| N.º                       | Título            | Duração |  |
| 1.                        | "She's Kinda Hot" | 3:39    |  |

| 7" vinil |                           |         |  |
| N.º      | Título                    | Duração |  |
| 1.       | "She's Kinda Hot"         | 3:39    |  |
| 2.       | "The Girl Who Cried Wolf" | 4:18    |  |

| CD single |                   |         |  |
| N.º       | Título            | Duração |  |
| 1.        | "She's Kinda Hot" | 3:39    |  |
| 2.        | "Broken Pieces"   | 3:29    |  |
| 3.        | "Lost in Reality" | 3:30    |  |

| CD single (exclusivo HMV) |                   |         |  |
| N.º                       | Título            | Duração |  |
| 1.                        | "She's Kinda Hot" | 3:39    |  |
| 2.                        | "Over and Out"    | 2:58    |  |

## Desempenho nas tabelas musicais
| Tabela musical (2014)                          | Melhor posição |
| ---------------------------------------------- | -------------- |
| Austrália (ARIA)                               | 6              |
| Áustria (Ö3 Austria Top 75)                    | 35             |
| Bélgica (Ultratop 50 de Flandres)              | 46             |
| Bélgica (Ultratip Bubbling Under da Valônia)   | 11             |
| Canadá (Canadian Hot 100)                      | 27             |
| República Checa (Rádio Top 100)                | 72             |
| República Checa (Singles Digitál Top 100)      | 61             |
| França (SNEP)                                  | 62             |
| O campo songid é OBRIGATÓRIO PARA PARADA ALEMÃ | 71             |
| Irlanda (IRMA)                                 | 6              |
| Países Baixos (Single Top 100)                 | 57             |
| Nova Zelândia (Recorded Music NZ)              | 11             |
| Escócia (Scottish Singles Chart)               | 9              |
| Suécia (Sverigetopplistan)                     | 95             |
| Suíça (Schweizer Hitparade)                    | 59             |
| Reino Unido (UK Singles Chart)                 | 14             |
| Estados Unidos (Billboard Hot 100)             | 22             |
| Estados Unidos (Billboard Mainstream Top 40)   | 15             |

| País (Empresa)        | Certificação | Vendas   |
| --------------------- | ------------ | -------- |
| Estados Unidos (RIAA) | Ouro         | 500.000+ |

## Histórico de lançamento
| País        | Data                 | Formato(s)         | Gravadora                  |
| ----------- | -------------------- | ------------------ | -------------------------- |
| Mundo       | 17 de julho de 2015  | Download digital   | Hi or Hey, Capitol Records |
| Itália      | 17 de julho de 2015  | Rádio airplay      | Universal                  |
| Reino Unido | 28 de agosto de 2015 | EP digital, CD, 7" | Hi or Hey, Capitol Records |